# Arremon abeillei
Arremon abeillei е вид птица от семейство Овесаркови (Emberizidae).

## Разпространение
Видът е разпространен в Еквадор и Перу.